# Modran, Bijeljina
Modran je naselje v občini Bijeljina, Bosna in Hercegovina. 

## Deli naselja
Bukova Greda, Donji Modran, Modran in Kozlučani.

## Prebivalstvo
| Pregled števila prebivalcev po letih | Pregled števila prebivalcev po letih | Pregled števila prebivalcev po letih | Pregled števila prebivalcev po letih | Pregled števila prebivalcev po letih | Pregled števila prebivalcev po letih |
| ------------------------------------ | ------------------------------------ | ------------------------------------ | ------------------------------------ | ------------------------------------ | ------------------------------------ |
| 1948                                 | 1953                                 | 1961                                 | 1971                                 | 1981                                 | 1991                                 |
| -                                    | -                                    | -                                    | 1.441                                | 1.426                                | 1.411                                |

| Narodna sestava prebivalstva po letih                                                                                          | Narodna sestava prebivalstva po letih                                                                                           | Narodna sestava prebivalstva po letih                                                                                            |
| --- | --- | --- |
| 1971 | 1981 | 1991 |
| . skupaj: 1.441 Srbi 1.438 (99,79 %) Hrvati 1 (0,06 %) Muslimani 0 (0,00 %) Jugoslovani 0 (0,00 %) drugi in neznano 2 (0,13 %) | . skupaj: 1.426 Srbi 1.381 (96,84 %) Hrvati 3 (0,21 %) Muslimani 1 (0,07 %) Jugoslovani 8 (0,56 %) drugi in neznano 33 (2,31 %) | . skupaj: 1.411 Srbi 1.377 (97,59 %) Hrvati 2 (0,14 %) Muslimani 0 (0,00 %) Jugoslovani 11 (0,77 %) drugi in neznano 21 (1,48 %) |